# Marcos Senna
Marcos Antônio Senna da Silva, špansko-brazilski nogometaš, * 17. julij 1976, São Paulo, Brazilija.
Senna je nekdanji nogometni vezist, dolgoletni član Villarreala in član španske reprezentance.